# Es ist nur eine Phase, Hase
Es ist nur eine Phase, Hase ist eine deutsche Kinokomödie des Regisseurs Florian Gallenberger. Weltpremiere feierte der Film auf dem Zurich Film Festival und startete am 14. Oktober 2021 in den Kinos. Es handelt sich hierbei um die Verfilmung des gleichnamigen Bestsellers von Maxim Leo und Jochen-Martin Gutsch von 2018.

## Handlung
Die beiden Endvierziger Paul und Emilia Mann haben drei Kinder und sind nach außen ein glückliches Ehepaar. Paul ist Schriftsteller, Emilia ist Schauspielerin und Synchronsprecherin. Bei beiden liegt die berufliche Glanzzeit länger zurück. Mehr und mehr schleichen sich vermeintliche körperliche Unzulänglichkeiten ein, ihre Beziehung ist in Routine gefangen. Emilia hat einen One-Night-Stand mit Ruben, einem jüngeren Mann, was sie ihrem Mann auch beichtet. Darauf beschließen beide, dass eine Pause ihrer Beziehung gut tun werde. Emilia genießt zunächst ihre Freiheit. Paul zieht in eine kleine Wohnung, versinkt jedoch in Einsamkeit und greift zu Antidepressiva.
Auf dem 50. Geburtstag einer gemeinsamen Freundin bricht es aus Paul heraus. Er schimpft über das Altwerden und hält der Geburtstagsgesellschaft lautstark den Spiegel vor. Von Emilia verlangt er die Scheidung. Obwohl sie unsicher sind, ob dies der richtige Schritt ist, ziehen sie die Scheidung durch. Doch beide sind danach noch unzufriedener und unglücklicher. Paul beginnt mit Frau Schneiderhahn, der wesentlich jüngeren Lehrerin seiner Tochter, eine Affäre, die er aber wieder beendet. Auch Emilia bricht den Kontakt zu Ruben wieder ab, als sie merkt, dass er mehr will.
Durch einen vielbeachteten Post bei Facebook, der bei seiner Generation einen Nerv trifft, kommt Pauls Karriere als Schriftsteller wieder in Schwung. Er schreibt ein Buch mit dem Titel Es ist nur eine Phase, Hase über genau die Probleme, die ihn zurzeit umtreiben. In einer Talkshow bei Sandra Maischberger macht er Emilia schließlich in aller Öffentlichkeit eine Liebeserklärung.

## Produktion
Die Dreharbeiten umfassten 35 Drehtage in Köln und München. Der Film wurde von Majestic Film in Zusammenarbeit mit Viafilm und in Koproduktion mit ARD Degeto produziert. Gefördert wurde die Produktion mit Mitteln von Film- und Medienstiftung NRW, FilmFernsehFonds Bayern, Filmförderungsanstalt und Deutscher Filmförderfonds. Die Projektentwicklung wurde gefördert vom MEDIA-Programm der EU. Der Majestic Filmverleih startete Es ist nur eine Phase, Hase am 14. Oktober 2021 in den deutschen Kinos, Luna Filmverleih und Praesens-Film starteten zeitgleich in Österreich bzw. der Schweiz.
Den internationalen Vertrieb hat Beta Cinema übernommen.
Der Titelsong zum Film, Ich wär so gern gut, stammt von Judith Holofernes.

## Kritik
Ralf Blau schreibt in Cinema: „Florian Gallenberger hat die einzelnen Episoden der Buchvorlage nun zu einer erstaunlich stimmigen Filmhandlung verdichtet, die Wortwitz und Situationskomik mit bitteren Wahrheiten verbindet. Christoph Maria Herbst („Der Vorname“) und Christiane Paul („Eltern“) spielen mit augenzwinkerndem Humor.“ Fazit: „Amüsante Komödie über die Irrungen und Wirrungen der Alterspubertät“.
Matthias von Viereck schreibt in der FAZ: „«Es ist nur eine Phase, Hase» gelingt es immer wieder, auf amüsante Weise in genau die Wunden zu piksen, die mit so einer Lebens- beziehungsweise Partnerschaftskrise meist einhergehen. Die positivere Grundstimmung aber, über die verfügt der Film ganz eindeutig. Ein Film, dem es immer wieder gelingt, dem Kinopublikum in kürzester Abfolge sowohl Lach- als auch Freuden-Tränen ins Gesicht zu treiben.“
Bert Rebhandl ergänzt in der FAZ: „Der deutsche Film geht, nach einer noch eher unbeholfenen, aber sehr erfolgreichen Phase mit Komödien in den Neunzigerjahren, gerade durch eine Phase der Professionalisierung. Er lernt die Formeln des internationalen Kinos und setzt romantische Komödien oder Culture-Clash-Geschichten erfolgreich um. Karoline Herfurth („SMS für dich“) oder nun Florian Gallenberger zeigen, dass sie auch können, was im internationalen Kino zunehmend Standard wird, nämlich erprobte erzählerische Konzepte geschickt auf lokale Verhältnisse anzuwenden.“
Anne Burgmer schreibt im Kölner Stadt-Anzeiger: „Dabei lässt der Film […] kaum ein Klischee über die Probleme von Menschen Ende 40 aus, spielt aber so gekonnt und vergnüglich damit, dass das Anschauen einfach großen Spaß macht. Wie es sich für eine gute Komödie gehört, stimmt das Timing. Gerade Christoph Maria Herbst beweist in einigen Slapstick-Einlagen Mut zum Risiko und wird dafür belohnt.“
Ulrich Höcherl schreibt in Blickpunkt: Film: „Florian Gallenberger gelingt mit dieser Bestseller-Verfilmung ein intelligentes Feelgood-Movie. Ein Ehepaar in der Mittenlebenskrise trennt sich auf Probe. Christiane Paul und Christoph Maria Herbst zeigen Talent zur Screwball Comedy, witzig, bewegend und lebensklug. Ein pures Vergnügen!“
Björn Schneider schreibt auf programmkino.de: „Die überzeugend gespielte Midlife-Crisis-Komödie sorgt mit ihrer hohen Gag-Dichte und den vielen bizarren Gastauftritten für Kurzweil und gute Unterhaltung.“

## Erfolg
Es ist nur eine Phase, Hase startete auf Platz 5 der Charts und lag nach dem ersten Wochenende bei 63.653 Besuchern. Dies war der zweitbeste Start nach Kaiserschmarrndrama eines deutschen Films für eine erwachsene Zielgruppe seit Wiedereröffnung der Kinos nach der COVID-19-Pandemie im Juli 2021. Nach der zweiten Woche erreichte der Film mehr als 100.000 Besucher.